# ملموت ألاسكي
الملموت الألاسكي  ويلقب مال (بالإنجليزية: Alaskan Malamute)‏ هي سلالة من الكلاب أسلافها دُجنت في غرب ألاسكا ضمن قبائل الماهليموتس، وحالياً تصنف على أنها كلاب لِجر المزالج. يمتاز هذا النسل بحجمه الكبير، كثافة معطفه، وقدرته على التحمل. جينياً، ينتمي هذا النسل إلى عائلة الإسبتز.
في بعض الأحيان، ربما قد يختلط على البعض التمييز بين الملموت الألاسكي والهسكي السيبيري. إلّا أنّ  الفروق هي أن الملموت أكبر حجما وعضّته أقوى وهو أشرس بشكل فطري...أمّا الهسكي فهو أسرع. وأما الفروق بالشكل فهي أن الهسكي ذيله يكون لأسفل أما الملموت ذيله فوق جسمه ويلامس ظهره.... عيون الهسكي يمكن أن تكون بأي درجة من البني أو الأزرق وأحيانا تكون كل عين بِلون مختلف.. أما عند الملموت فعيونه بنية وغامقة ولو كانت زرقاء فهذا يعتبر عيبا بالكلب. ولكن الكلبان ليسا بِقمّة الذكاء ولا يصلحا للحراسة غالبا.
كلب ملموت ألاسكي حازم، ولكن يجب أن يتم تدريبه في مرحلة مبكرة من عمر الكلب، كما أنهم يتميزون بحسن التصرف ويعاملوا الأطفال بطريقة جيدة.